# Gostiša
Gostiša je priimek v Sloveniji, ki ga je po podatkih Statističnega urada Republike Slovenije na dan 1. januarja 2010 uporabljalo 275  oseb in je med vsemi priimki po pogostosti uporabe uvrščen na 1.479. mesto.

## Znani nosilci priimka
- Andrej Gostiša (1821—1875), pravnik, univ. profesor
- Bor Gostiša (*1941), zabavnoglasbeni pevec, glasbenik
- Boris Gostiša (1909—1995), rudarski inženir
- Danilo Gostiša (1909—1996), amaterski gledališčnik (gradbeni inž.)
- Drago Gostiša (1938—2007), gradbenik, strok. za mehanizacijo
- Franči (Frančiška) Gostiša (1913—1997), amaterska slikarka (Idrija)
- Ivan Gostiša (1857—1940), hrvaški filolog in šolnik
- Janez Gostiša, glasbenik instrumentalist (ksilofon)
- Jože Gostiša (1907—?), montanist
- Leon Gostiša (*1961), šahist
- Lojze Gostiša (1923—2019), partizan, umetnostni zgodovinar ...
- Mato Gostiša, dr. sociologije, direktor študjskega centra za industrijsko demokracijo
- Milan Gostiša, plezalec, alpinist, mdr. v navezi s Pavlo Jesih
- Milica Gostiša, gospodarstvenica
- Nikola (Franjo) Gostiša (1910—1977), metalurg
- Nina Gostiša (*1989), francistka, literarna kritičarka, publicistka ...
- Samo Gostiša (*1972), smučarski skakalec
- Tamir Gostiša, glasbenik, skladatelj?
- Viktor Gostiša (1883—1952), rudarski strokovnjak
- Vlasta Gostiša (1903—1937), hrvaška teniška igralka